# Віла-Майор (Санта-Марія-да-Фейра)
Віла-Майор (порт. Vila Maior; МФА: [ˈvi.ɫɐ maj.ˈoɾ]) — парафія в Португалії, у муніципалітеті Санта-Марія-да-Фейра. Розташована в західній частині країни, на теренах історичної португальської провінції Бейра. Входить до складу округу Авейру. За адміністративним поділом, чинним до 1976 року, терени парафії були складовою провінції Берегове Дору. Належить до Авейрівської діоцезії Католицької церкви. Патрон — святий Мамант. Площа — 5,0041 км². Населення — 1508 ос. (2011). Середньо урбанізований регіон. Густота населення — 301,35 осіб/км²
. Код — 010931.

## Географія

Санта-Марія-да-Фейра (2013)
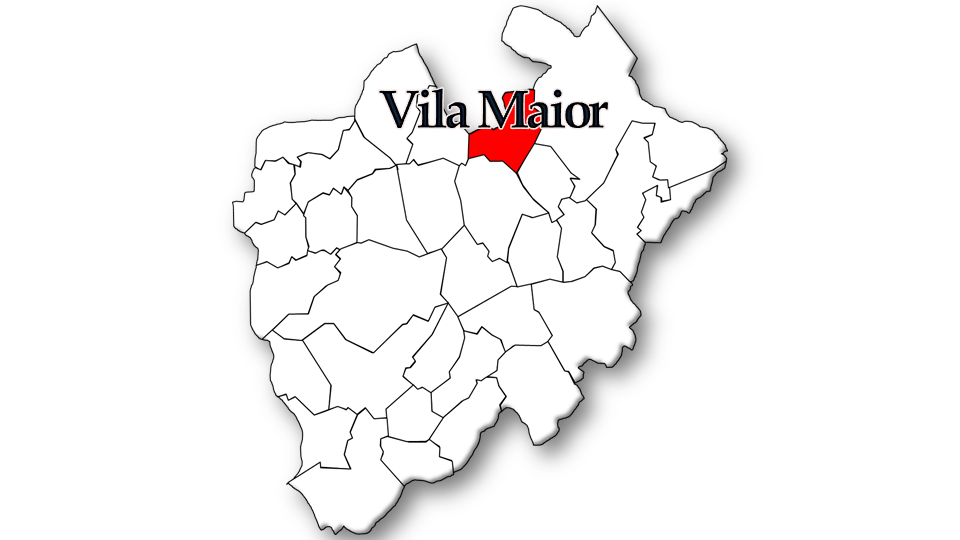
Віла-Майор

## Населення
| Кількість мешканців | Кількість мешканців | Кількість мешканців | Кількість мешканців | Кількість мешканців | Кількість мешканців | Кількість мешканців | Кількість мешканців | Кількість мешканців | Кількість мешканців | Кількість мешканців | Кількість мешканців | Кількість мешканців | Кількість мешканців | Кількість мешканців |
| ------------------- | ------------------- | ------------------- | ------------------- | ------------------- | ------------------- | ------------------- | ------------------- | ------------------- | ------------------- | ------------------- | ------------------- | ------------------- | ------------------- | ------------------- |
| 1864                | 1878                | 1890                | 1900                | 1911                | 1920                | 1930                | 1940                | 1950                | 1960                | 1970                | 1981                | 1991                | 2001                | 2011                |
| 582                 | 598                 | 647                 | 644                 | 728                 | 744                 | 859                 | 856                 | 952                 | 1 066               | 957                 | 1 070               | 1 478               | 1 438               | 1 511               |